# Lagoa do Rincão da Cadeia
Lagoa do Rincão da Cadeia é uma lagoa brasileira localizada no município de Osório, no estado do Rio Grande do Sul.